# Todo el silencio
Todo el silencio és una pel·lícula dramàtica mexicana de 2023 dirigida per Diego del Río, escrita per Lucía Carreras i protagonitzada per Adriana Llabrés, Ludwika Paleta, Arcelia Ramírez, Diana Bracho i Moisés Melchor.
El film, que narra la història d'una dona que enfronta la pèrdua de l'oïda, es va estrenar en el Festival Internacional de Cinema de Morelia el 2023, on va ser la pel·lícula inaugural i en el qual Llabrés va guanyar el premi a Millor Actriu, i a la plataforma de streaming Prime Video el 14 de juny de 2024. Todo el silencio va ser nominada a 6 Premis Ariel, incloent-hi Millor Pel·lícula, Millor Guió Original, Millor Actriu i Millor So.

## Argument
Miriam porta una vida dinàmica: als matins ensenya llenguatge de senyals i a les tardes és part d'un muntatge de teatre professional. A més, manté una relació estable i passional amb la seva núvia Lola. Malgrat viure una vida molt pròxima a la d'una persona sorda, el seu món s'enfonsa quan descobreix que està perdent el sentit de l'oïda.

## Repartiment
- Adriana Llabrés - Miriam
- Ludwika Paleta - Lola
- Moisés Melchor - Manuel
- Enrique Singer - Dr. Óscar
- Vicky Araico - Sandra
- Arcelia Ramírez - Claudia
- Montserrat Marañón - Tusa

## Producció
La pel·lícula és l'òpera prima de Diego del Río, director de teatre conegut per les obres La gaviota (2015), Casi normales (2018), El zoológico de cristal (2018) i Momma (2023), està realitzada en dos idiomes, castellà i llenguatge de senyals, i compta amb subtítols perquè qualsevol pugui entendre-la per complet.

## Premis i reconeixements
| Any  | Premi                                       | Categoria                                                    | Nominació                                                   | Resultat  |  |
| ---- | ------------------------------------------- | ------------------------------------------------------------ | ----------------------------------------------------------- | --------- |  |
| 2024 | Premis Ariel                                | Millor Pel·lícula                                            | Todo el silencio                                            | Nominat   |  |
| 2024 | Premis Ariel                                | Millor Ópera Prima                                           | Diego del Río                                               | Guanyador |  |
| 2024 | Premis Ariel                                | Millor Guió Original                                         | Lucía Carreras                                              | Nominat   |  |
| 2024 | Premis Ariel                                | Millor Actuació Femenina                                     | Adriana Llabrés                                             | Guanyador |  |
| 2024 | Premis Ariel                                | Millor Coactuació Femenina                                   | Ludwika Paleta                                              | Guanyador |  |
| 2024 | Premis Ariel                                | Millor So                                                    | Mario Martínez Cobos, Miguel Hernández y Liliana Villaseñor | Guanyador |  |
| 2024 | Sunny Bunny Festival de Cinema LGBTQIA+     | Millor pel·lícula internacional                              | Diego del Río                                               | Guanyador |  |
| 2024 | Sunny Bunny Festival de Cinema LGBTQIA+     | Premi de l’audiència                                         | Diego del Río                                               | Nominat   |  |
| 2024 | Sunny Bunny Festival de Cinema LGBTQIA+     | Menció especial del Sindicat de Crítics de Cinema Ucraïnesos | Diego del Río                                               | Guanyador |  |
|      | Festival Internacional de Cinema de Miami   | Premi Jordan Ressler a la Primera Pel·lícula                 | Todo el Silencio                                            | Nominat   |  |
| 2023 | Festival Internacional de Cinema de Morelia | Millor pel·lícula                                            | Diego                                                       | Nominat   |  |
| 2023 | Festival Internacional de Cinema de Morelia | Millor actriu                                                | Adriana Llabrés                                             | Guanyador |  |
| 2023 | Festival Internacional de Cinema de Kerala  | Cuervo de Oro                                                | Diego del Río i Luis Salinas                                | Nominat   |  |
| 2023 | Festival Internacional de Cinema de Kerala  | Millor disseny de so                                         | Mario Martínez Cobos, Miguel Hernández i Liliana Villaseñor | Guanyador |  |
| 2023 | Festival de Cinema LGBT de Ljubljana        | Millor pel·lícula                                            | Diego del Río                                               | Guanyador |  |